# Aeroportul Soroako
Aeroportul Soroako (IATA: SQR, ICAO: WAWS) este un aeroport din Luwu Timur⁠(d), Sulawesi Selatan⁠(d), Indonezia ce deservește zona Sorowako⁠(d). A fost numit după zona deservită.
Situat la o altitudine de 421 m, aeroportul dispune de o singură pistă.